# UFC 46
UFC 46: Supernatural fue un evento de artes marciales mixtas organizado por Ultimate Fighting Championship, que se llevó a cabo el 31 de enero de 2004, en el Mandalay Bay Events Center de Las Vegas, Nevada. El evento, televisado en vivo mediante pay-per-view en los Estados Unidos, fue luego publicado en DVD.

## Historia
Una pelea por el campeonato de peso semipesado de UFC entre Randy Couture y Vitor Belfort encabezó la tarjeta. La velada marcó el debut en UFC del ahora excampeón wélter, Georges St-Pierre.

## Resultados

### Tarjeta preliminar
- Peso ligero:  Matt Serra vs.  Jeff Curran

Serra ganó por decisión unánime (30–27, 30-27, 30-27).
- Peso ligero:  Josh Thomson vs.  Hermes Franca

Thomson ganó por decisión unánime (29-28, 29-28, 29-28).
- Peso wélter:  Georges St-Pierre vs.  Karo Parisyan

St-Pierre ganó por decisión unánime (30–27, 29-28, 30-27).

### Tarjeta principal
- Peso medio:  Lee Murray vs.  Jorge Rivera

Murray ganó por sumisión (triangle armbar) al 1:45 del primer asalto.
- Peso pesado:  Frank Mir vs.  Wes Sims

Mir ganó por nocaut (rodillazos y puñetazos) a los 4:21 del segundo asalto.
- Peso abierto (175 lb):  Renato Verissimo vs.  Carlos Newton

Verissimo ganó por decisión unánime (30-27, 30-27, 30-27. La pelea fue programada originalmente como un enfrentamiento en la división de los wélter, pero Newton tuvo dificultades para hacer el peso requerido, y accedió a combatir a Verissimo en un peso de 175 lb.
- Campeonato de peso wélter de UFC:  Matt Hughes (c) vs.  B.J. Penn

Penn ganó por sumisión (rear naked choke) a los 4:39 del primer asalto, para convertirse en el nuevo campeón de peso wélter de UFC.
- Campeonato de peso semipesado de UFC:  Randy Couture (c) vs.  Vitor Belfort

Belfort ganó por nocaut técnico (detenida por el médico) a los :45 del primer asalto, para convertirse en el nuevo campeón de peso semipesado de UFC.

## Salario de peleadores
El pago total a los peleadores que participaron en el evento fue de $540 500. Estas cifras solo incluyen montos declarados a la comisión atlética correspondiente.
- Vitor Belfort: $130 000 ($100 000 por pelear; $30 000 extras por ganar)
- Randy Couture: $120 000 ($120 000 por pelear; extra por ganar hubiera sido $80 000)
- Frank Mir: $90 000 ($60 000 por pelear; $30 000 extras por ganar)
- Matt Hughes: $55 000 ($55 000 por pelear; extra por ganar hubiera sido $55 000)
- B.J. Penn: $50 000 ($25 000 por pelear; $25 000 extras por ganar)
- Carlos Newton: $30 000 ($30 000 por pelear; extra por ganar hubiera sido $0)
- Matt Serra: $16 000 ($8 000 por pelear; $8 000 extras por ganar)
- Renato Verissimo: $10 000 ($5 000 por pelear; $5 000 extras por ganar)
- Josh Thomson: $8 000 ($4 000 por pelear; $4 000 extras por ganar)
- Lee Murray: $6 000 ($3 000 por pelear; $3 000 extras por ganar)
- Georges St. Pierre: $6 000 ($3 000 por pelear; $3 000 extras por ganar)
- Hermes Franca: $6 000 ($6 000 por pelear; extra por ganar hubiera sido $6 000)
- Wes Sims: $5 000 ($5 000 por pelear; extra por ganar hubiera sido $5 000)
- Jorge Rivera: $3 000 ($3 000 por pelear; extra por ganar hubiera sido $3 000)
- Karo Parisyan: $3 000 ($3 000 por pelear; extra por ganar hubiera sido $3 000)
- Jeff Curran: $2 500 ($2 500 por pelear; extra por ganar hubiera sido $2 000)